# Gokishichidō
Gokishichidō (五畿七道 (Ngũ kỳ Thất đạo)) là danh xưng tổ chức hành chính Nhật Bản dưới thời kỳ Asuka, là một phần của chế định Ritsuryō vốn chịu ảnh hưởng của Trung Quốc. Tuy hệ thống này không tồn tại như một thực thể hành chính ngoài thời kỳ Muromachi, chúng vẫn được xem như những thực thể địa lý cho đến tận thế kỷ XIX.

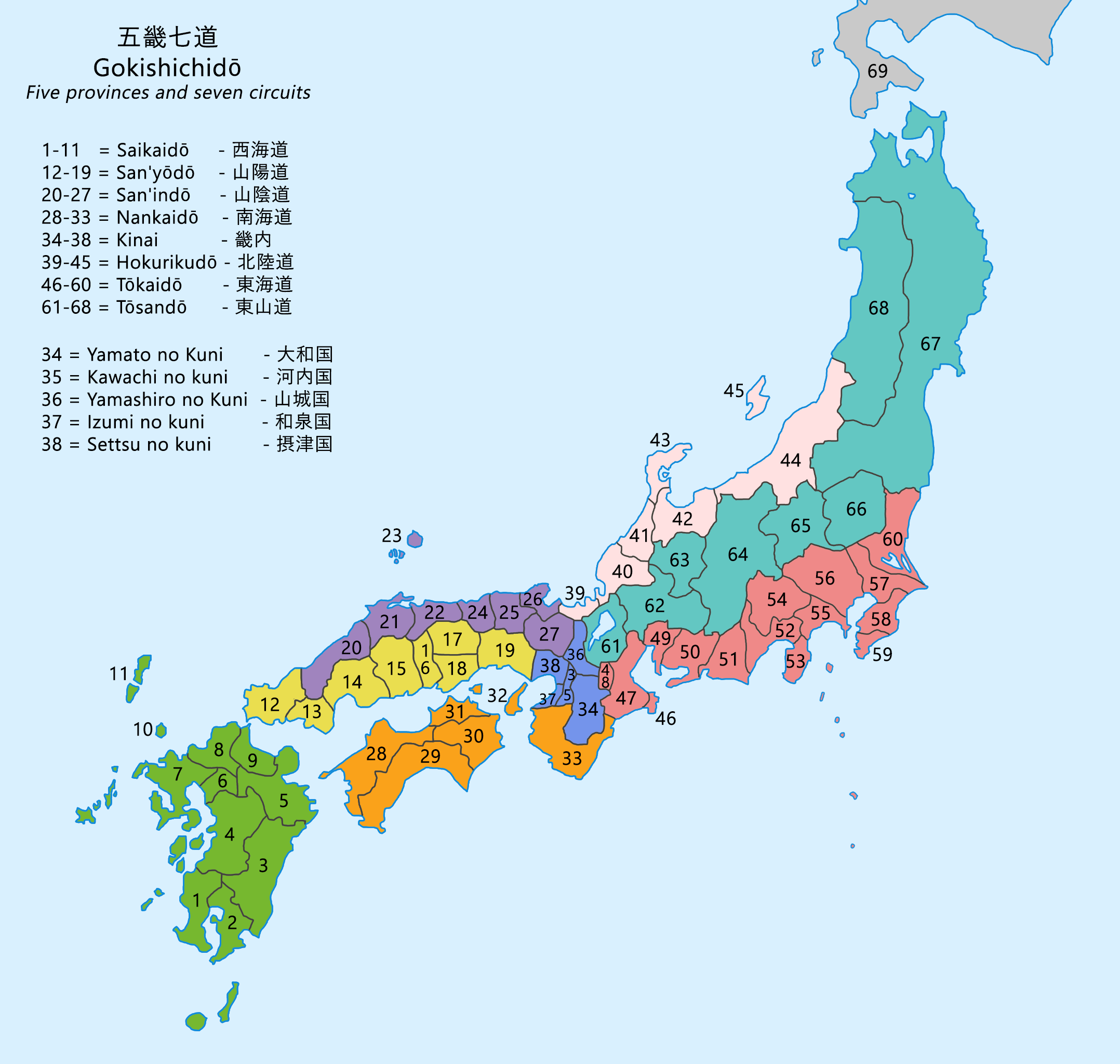
Các khu vực trong thế kỷ thứ 8 (xem bên dưới để biết các tỉnh hiện đại của Nhật Bản).

Gokishichidō gồm 5 hành tỉnh trực thuộc Kinai (畿内), hay kinh kỳ; và 7 đạo (道, dō), là tập hợp một nhóm các hành tỉnh trong vùng.
Hokkaidō được thành lập như một đạo sau thất bại của Cộng hòa Ezo vào năm 1869, vì vậy hệ thống này được gọi là Gokihachidō (五畿八道 (Ngũ kỳ Bát đạo)) trong một thời gian ngắn cho đến khi bãi bỏ hệ thống han vào năm 1871.

## Ngũ kỳ
Năm hành tỉnh trực thuộc kinh kỳ (Kinai) là các khu vực địa phương trong và xung quanh kinh đô (đầu tiên là Heijō-kyō tại Nara, sau đó là Heian-kyō tại Kyōto). Chúng gồm: 
- Yamato (nay là tỉnh Nara)
- Yamashiro (nay là phần phía nam của tỉnh Kyōto, bao gồm cả thành phố Kyōto)
- Kawachi (nay là phía đông nam của tỉnh Osaka)
- Settsu (nay là phần phía bắc của tỉnh Osaka, bao gồm thành phố Osaka và một phần của tỉnh Hyōgo)
- Izumi (nay là phần phía nam của tỉnh Osaka)

## Thất đạo
Thất đạo là các vùng hành chính kéo dài ra khỏi khu vực Kinai theo các hướng khác nhau. Chạy qua mỗi đạo trong 7 đạo là một trục lộ cùng tên, kết nối kinh đô với tất cả các thủ phủ của hành tỉnh dọc theo tuyến đường của nó. Chúng gồm: 
- Đông hải đạo / Tōkaidō (chạy về phía đông dọc theo bờ biển Thái Bình Dương của Nhật Bản).
- Đông sơn đạo / Tōsandō (phía đông bắc qua dãy Alps Nhật Bản).
- Bắc lục đạo / Hokurikudō (phía đông bắc dọc theo bờ biển Nhật Bản).[1]
- Sơn âm đạo / San'indō (phía tây dọc theo bờ biển Nhật Bản).[2]
- Sơn dương đạo / San'yōdō (phía tây dọc theo phía bắc của biển nội địa Seto).
- Nam hải đạo / Nankaidō (phía nam bán đảo Kii và các đảo Awaji và Shikoku).[3]
- Tây hải đạo / Saikaidō (hòn đảo "phía tây", Kyushu).

## Gokaido
Tuyến lộ Gokishichidō không nên bị nhầm lẫn với Năm tuyến đường Edo (Gokaidō), là năm con đường chính dẫn đến Edo trong thời kỳ Edo. Tōkaidō là một trong năm tuyến đường, nhưng những tuyến khác thì không.

## Chu vi khu vực
Một số vùng của Nhật Bản, như Hokuriku và San'yō, vẫn giữ được tên từ thời Gokishichidō cổ xưa của nó. Các vùng khác của Nhật Bản, cụ thể là Hokkaidō và quần đảo Ryukyu, không nằm trong Gokishichidō vì nó không bị Nhật Bản kiểm soát cho đến tận thế kỷ XIX. Các hành tỉnh của Gokishichidō và hệ thống lãnh địa han về sau được thay thế bằng hệ thống tỉnh hiện đại. Hokkaidō ban đầu được tổ chức thành dō thứ tám (do đó có tên gọi do), nhưng nó đã sớm được chuyển sang hệ thống tỉnh hiện đại như ngày nay.